# Codici di Madrid

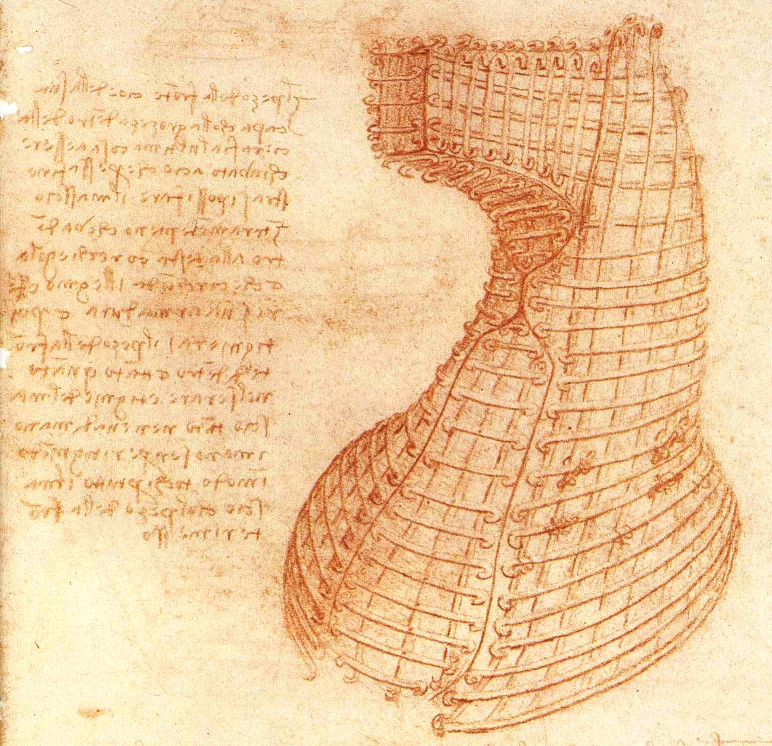
Disegno da codice di Madrid II

I codici di Madrid sono due codici di Leonardo da Vinci conservati presso la Biblioteca nazionale di Spagna.

## Storia
Un numero di codici imprecisato venne ereditato da Francesco Melzi per volere di Leonardo da Vinci. Nel 1523 il Melzi tornò a Milano portando con sé le carte.
(da una lettera da Milano ad Alfonso I d'Este, duca di Ferrara, 6 marzo 1523)
Alla morte di Francesco Melzi, i manoscritti conservati nella villa di Vaprio d'Adda furono affidati al figlio Orazio e successivamente presero strade diverse a causa di sottrazioni e cessioni.

### Pompeo Leoni
Grazie a una breve cronaca lasciata da Giovanni Ambrogio Mazenta, è possibile ricostruire, anche se in modo vago, le vicende di parte dei testi. La famiglia Melzi aveva come insegnante Lelio Gavardi d'Asola, che attorno al 1587 sottrasse 13 libri di Leonardo per portarli a Firenze al granduca Francesco. Essendo però morto il granduca, il Gavardì si trasferì a Pisa insieme ad Aldo Manuzio il Giovane, suo parente; qui incontrò il Mazenta, al quale lasciò i libri affinché li restituisse alla famiglia Melzi. Il Mazenta li riportò a Orazio Melzi, che però non si interessò del furto e gli donò i libri; il Mazenta li consegno al fratello.
Lo scultore Pompeo Leoni, informato della presenza di manoscritti di Leonardo, li chiese a Orazio Melzi per il re Filippo II; ottenne la restituzione anche di sette volumi dai Mazenta, ai quali ne rimasero sei. Di questi sei, tre furono da loro donati rispettivamente all'arcivescovo Federico Borromeo (oggi Manoscritto C di Francia), al pittore Ambrogio Figino e a Carlo Emanuele I di Savoia, mentre gli altri tre in seguito furono ottenuti da Pompeo Leoni, che entrò così in possesso di un numero imprecisato di manoscritti e carte.
Il Leoni negli anni successivi organizzò i codici in suo possesso, riportando una sigla su ognuno di essi; sulla base di queste segnature, si è calcolato che fosse in possesso di almeno 46 manoscritti diversi. Nel 1589, impegnato in lavori al monastero dell'Escorial, si trasferì in Spagna; qui utilizzò il materiale di Leonardo in suo possesso (probabilmente smembrando anche codici già rilegati) per formare nuove raccolte come il Codice Atlantico e la Raccolta Windsor. Diversi manoscritti furono poi riportati in Italia, forse da Leoni nel 1604.
Il Leoni morì nel 1608 e furono suoi eredi i due figli maschi, Michelangelo († 1611) e Giovanni Battista († 1615), morti pochi anni dopo.

### Juan de Espina
Parte dell'eredità rimase in Spagna e venne venduta; due codici vennero apparentemente acquistati da Juan de Espina.
(Vicente Carducho)
Questo interessamento del re Carlo I d'Inghilterra è probabilmente da porre in relazione con alcune lettere che mostrano come attorno al 1630 a più riprese lord Arundel avesse cercato inutilmente di acquistare i codici dal de Espina.
(Lettera di A. Hopton a T. Howard)
Alla sua morte Juan de Espina lasciò in eredità i codici a Filippo IV di Spagna e furono probabilmente conservati nel Real Alcázar di Madrid.

### La Biblioteca Reale
In seguito i codici passarono alla Biblioteca nazionale di Spagna, ma per un errore di catalogazione nell'Ottocento se ne erano perse le tracce (i codici avevano segnatura "Aa 119" e "Aa 120", ma vennero erroneamente indicati nell'inventario come "Aa 19-20") e si temeva fossero scomparsi.
Nuove ricerche furono eseguite su richiesta di vari studiosi, in particolare di André Corbeau, e i codici furono ritrovati nel 1965, ma la notizia venne tenuta riservata. Il 13 febbraio 1967 in una conferenza stampa Jules Piccus (1920-1997), docente di lingue romanze all'Università del Massachusetts, si attribuì il merito del ritrovamento, ma la sua ricostruzione fu in seguito smentita.